# Eridanus (Geologie)
| ❮ | System          | Serie    | Stufe      | ≈ Alter (mya) |
| ❮ | später          | später   | später     | jünger        |
| - | --------------- | -------- | ---------- | ------------- |
| ❮ | P a l ä o g e n | Oligozän | Chattium   | 23,03 ⬍ 28,1  |
| ❮ | P a l ä o g e n | Oligozän | Rupelium   | 28,1 ⬍ 33,9   |
| ❮ | P a l ä o g e n | Eozän    | Priabonium | 33,9 ⬍ 38     |
| ❮ | P a l ä o g e n | Eozän    | Bartonium  | 38 ⬍ 41,3     |
| ❮ | P a l ä o g e n | Eozän    | Lutetium   | 41,3 ⬍ 47,8   |
| ❮ | P a l ä o g e n | Eozän    | Ypresium   | 47,8 ⬍ 56     |
| ❮ | P a l ä o g e n | Paläozän | Thanetium  | 56 ⬍ 59,2     |
| ❮ | P a l ä o g e n | Paläozän | Seelandium | 59,2 ⬍ 61,6   |
| ❮ | P a l ä o g e n | Paläozän | Danium     | 61,6 ⬍ 66     |
| ❮ | früher          | früher   | früher     | älter         |

Rekonstruktion des Laufs des hypothetischen Flusses Eridanus im Pleistozän

Der Eridanos (Baltischer Hauptstrom) ist ein Fluss, der im Eozän das heutige Ostseegebiet durchströmte. Die pleistozänen Vereisungen formten die Region später um, das Ostseebecken wurde ausgeschürft und die den Fluss ursprünglich speisenden Gewässer münden heute in die Ostsee.

## Namensherkunft
Der Name geht auf den Fluss Eridanos in der griechischen Mythologie zurück. Er ist geologisch durch Ablagerungen und das Tiefenrelief des Ostseebeckens nachweisbar. Bohrungen und geophysikalische Messungen zeigen das – größtenteils mit glazialen Sedimenten verfüllte – tief canyonartige Talsystem dieses Stromes auf, sowie die fluviatilen (Fluss-)Ablagerungen in Nordpolen, Norddeutschland und in der südlichen Nordsee. Vor allem in Polen und im Samland sind diese Flusssedimente reich an Bernstein.

## Im Eozän
Der Eridanos entwässerte Gebiete eines Subkontinents, zu dem Teile des heutigen Skandinaviens und Russlands bis etwa zum Ural gehörten. Auf diesem Subkontinent wuchs während eines Zeitraums von etwa 20 Millionen Jahre der so genannte „Bernsteinwald“, der das Harz für den Baltischen Bernstein lieferte. Südwestlich dieses Gebietes befand sich ein Randmeer des Atlantischen Ozeans. Der Eridanos war die Vereinigung zweier großer Quellflüsse. Der Hauptarm stammte aus dem nordwestlichen Russland. Onega-, und Ladogasee sowie Finnischer Meerbusen markieren seinen ehemaligen Verlauf. Ein zweiter Arm stammte aus dem Norden und durchströmte den heutigen Bottnischen Meerbusen. Während des Priabonium (im Oberen Eozän) mündete dieser Fluss in einem ausgedehnten, mindestens 115 km breiten Delta (Chłapowo-Samland-Delta) ungefähr in dem Gebiet, in dem sich heute die Danziger Bucht (Ostsee) befindet. Aus den Sedimenten, die der Eridanus in seinem Delta ablagerte, entstand unter anderem die so genannte Blaue Erde, in der sich der weitaus größte Teil der Vorkommens Baltischen Bernsteins befindet. Es wird allerdings auch die These vertreten, dass die Bernsteinlagerstätten in diesem Gebiet in erster Linie durch Meerestransgression und nicht oder nur zu einem geringen Teil durch Flusstransport zu erklären sind.

## Im Pleistozän
Im Pleistozän verlagerte sich das Delta des Eridanos weiter nach Westen. Verursacht durch die globale Klimaveränderung im Übergang zum Pleistozän sank weltweit der Meeresspiegel und die südlichen Teile des Ostseegebietes wurden landfest. Mit 2.700 km erreichte er seine größte Länge vergleichbar mit der Donau heute. Das späte Delta des Eridanos im Bereich der Nordsee hatte Ausmaße, die mit denen des heutigen Amazonas oder des Mississippis verglichen werden können. Oder und Rhein waren wasserreiche Nebenflüsse aus dem Süden. Spättertiäre Quarzsande im Untergrund von Schleswig-Holstein bzw. auf Sylt (Morsum-Kliff) konnten als Delta-Ablagerungen identifiziert werden. Geschiebefunde in den Niederlanden und Untersuchungen an Sedimenten aus dem Untergrund der Nordsee trugen dazu bei, die Hauptzuflüsse des Eridanus rekonstruieren zu können, und brachten den Befund, dass der Fluss spätestens im Verlauf des Cromer-Komplexes (Cromer-Warmzeit vor etwa 700.000 Jahren) versiegte.

## Beziehung zwischen Eridanus und Baltischem Urstrom
Es wird in der Literatur auch die Auffassung vertreten, dass nur das Entwässerungssystem im Eozän, in dem der Baltische Bernstein in das Gebiet der heutigen Danziger Bucht transportiert wurde, korrekt mit dem von Barbara Kosmowska-Ceranowicz eingeführten Begriff „Eridanus“ zu bezeichnen ist. Spätere Entwässerungssysteme im Gebiet der heutigen Ostsee in der Zeit des Miozän bis zum Pleistozän seien unabhängig hiervon entstanden und zutreffend als „Baltischer Urstrom“ oder „Baltischer Hauptstrom“ zu bezeichnen.